# Osuchy
Osuchy (prononciation : [ɔˈsuxɨ]) est un village polonais de la gmina de Łukowa dans le powiat de Biłgoraj de la voïvodie de Lublin dans l'est de la Pologne.
Il se situe à environ 5 kilomètres au nord-est de Łukowa (siège de la gmina), 24 kilomètres au sud-est de Biłgoraj (siège du powiat) et 98 kilomètres au sud de Lublin (capitale de la voïvodie).
Le village comptait approximativement une population de 139 habitants en 2010.

## Histoire
Pendant la Seconde Guerre mondiale, le 25 et 26 juin 1944, a eu lieu à proximité du village la bataille d'Osuchy (moins souvent désigné comme la bataille de la rivière Sopot), l'une des plus grandes batailles entre la résistance polonaise et l'Allemagne nazie en Pologne occupée.
De 1975 à 1998, le village est attaché administrativement à la voïvodie de Zamość.

Depuis 1999, il fait partie de la voïvodie de Lublin.